# Hareskov-Værløse Avis
Hareskov-Værløse Avis (i folkemunde og på dens website også kaldet Kajs Avis) var en lokalavis, der fra 1945 til 2007 omdeltes gratis til alle husstande i den daværende Værløse Kommune, dvs. Lille Værløse, Kirke Værløse, Hareskovby og Jonstrup, og som indtil redaktørens død i 2017 fortsatte på internettet.
Redaktør Kaj Øgaard Sørensen udgav siden 7. september 1945 ene mand lokalavisen én gang om ugen. Den stoppede dog i papirform den 11. januar 2007, da den nye Furesø Kommune ikke ønskede at annoncere i avisen. Siden fortsatte den som internetavis – dog med et enkelt trykt og husstandsomdelt særnummer til pinse.
I hele perioden fra 1945 til sin død i 2017 boede redaktøren i Hareskovby, hvilket er årsagen til, at den hed Hareskov-Værløse Avis.[kilde mangler] De lokale kaldte den Kajs Avis, hvilket også afspejlede sig i navnet og indholdet på avisens websted, kajsavis.dk. 

## Reference
- Hareskov-Værløse Avis Nr. 1 fra 7. september 1945 i PDF-udgave.
- Kajsavis.dk – avisens officielle hjemmeside.